# Cristiana Anna di Anhalt-Köthen

Stemma dei conti di Stolberg-Wernigerode

Cristiana Anna Agnese di Anhalt-Köthen (Köthen, 5 dicembre 1726 – Wernigerode, 2 ottobre 1790) era figlia di Augusto Luigi di Anhalt-Köthen, principe di Anhalt-Köthen dal 1728 al 1755, e della seconda moglie Emilia di Promnitz-Pless.

## Biografia
Venne data in sposa a Enrico Ernesto II di Stolberg-Wernigerode, figlio ed erede del conte Cristiano Ernesto e vedovo nel 1741 di Maria Elisabetta di Promnitz; il matrimonio venne celebrato a Köthen il 12 luglio 1742 e univa la dinastia dei conti di Stolberg con gli Ascanidi del ramo Anhalt-Köthen.
Cristiana Anna diede alla luce tre figli, contribuendo così alla sopravvivenza della dinastia Stolberg:
- Augusta Federica (Wernigerode, 4 settembre 1743-Erlangen, 9 gennaio 1783);
- Luisa Ferdinanda (Wernigerode, 30 settembre 1744-Pless, 3 febbraio 1784);
- Cristiano Federico (Wernigerode, 8 gennaio 1746-Pieszyce, 26 maggio 1824), che sposò Augusta Eleonora di Stolberg-Stolberg.

Alla morte del suocero nel 1771 divenne contessa di Stolberg-Wernigerode, titolo che mantenne fino al 1778, anno in cui rimase vedova. La contea passò quindi al loro unico maschio Cristiano Federico.
Le figlie Augusta Federica e Luisa Ferdinanda raggiunsero entrambe l'età adulta. La prima si sposò tre volte con Gustavo Federico conte di Isenburg e Büdingen, con Ludovico Casimiro conte di Isenburg e Büdingen e con Federico Wendt. Luisa Ferdinanda venne invece data in sposa al principe Federico Ermanno di Anhalt-Köthen.

## Ascendenza
|                                             |                                            |                                              | Genitori                                         |  |  | Nonni |  |  | Bisnonni                           |  |  | Trisnonni                           |  |
|                                             |                                            |                                              |                                                  |  |  |       |  |  | Emanuel, principe di Anhalt-Köthen |  |  | August, principe di Anhalt-Plötzkau |  |
|                                             |                                            |                                              |                                                  |  |  |       |  |  | Emanuel, principe di Anhalt-Köthen |  |  | August, principe di Anhalt-Plötzkau |  |
|                                             |                                            | Sibylle zu Solms-Laubach                     |                                                  |  |  |       |  |  | Emanuel, principe di Anhalt-Köthen |  |  |                                     |  |
| Emanuel Lebrecht, principe di Anhalt-Köthen |                                            |                                              |                                                  |  |  |       |  |  | Emanuel, principe di Anhalt-Köthen |  |  |                                     |  |
|                                             |                                            | Anna Eleonore zu Stolberg-Wernigerode        | Heinrich Ernst, conte di Stolberg-Wernigerode    |  |  |       |  |  |                                    |  |  |                                     |  |
|                                             |                                            | Anna Eleonore zu Stolberg-Wernigerode        | Heinrich Ernst, conte di Stolberg-Wernigerode    |  |  |       |  |  |                                    |  |  |                                     |  |
|                                             |                                            | Anna Eleonore zu Stolberg-Wernigerode        | Anna Elisabeth zu Stolberg-Wernigerode           |  |  |       |  |  |                                    |  |  |                                     |  |
| August Ludwig, principe di Anhalt-Köthen    |                                            | Anna Eleonore zu Stolberg-Wernigerode        |                                                  |  |  |       |  |  |                                    |  |  |                                     |  |
|                                             |                                            | Balthasar Wilhelm von Rath                   | Wilhelm von Rath                                 |  |  |       |  |  |                                    |  |  |                                     |  |
|                                             |                                            | Balthasar Wilhelm von Rath                   | Wilhelm von Rath                                 |  |  |       |  |  |                                    |  |  |                                     |  |
|                                             |                                            | Balthasar Wilhelm von Rath                   | Dorothea von Hackeborn                           |  |  |       |  |  |                                    |  |  |                                     |  |
| Gisela Agnes von Rath                       |                                            | Balthasar Wilhelm von Rath                   |                                                  |  |  |       |  |  |                                    |  |  |                                     |  |
|                                             |                                            | Magdalene Dorothee von Wuthenau              | Heinrich von Wuthenau                            |  |  |       |  |  |                                    |  |  |                                     |  |
|                                             |                                            | Magdalene Dorothee von Wuthenau              | Heinrich von Wuthenau                            |  |  |       |  |  |                                    |  |  |                                     |  |
|                                             |                                            | Magdalene Dorothee von Wuthenau              | Sibylle von Bindauf                              |  |  |       |  |  |                                    |  |  |                                     |  |
| Christiane Anna von Anhalt-Köthen           |                                            | Magdalene Dorothee von Wuthenau              |                                                  |  |  |       |  |  |                                    |  |  |                                     |  |
|                                             | Balthasar Erdmann, conte di Promnitz-Pless | Erdmann Leopold, conte di Promnitz-Pless     |                                                  |  |  |       |  |  |                                    |  |  |                                     |  |
|                                             | Balthasar Erdmann, conte di Promnitz-Pless | Erdmann Leopold, conte di Promnitz-Pless     |                                                  |  |  |       |  |  |                                    |  |  |                                     |  |
|                                             | Balthasar Erdmann, conte di Promnitz-Pless | Eleonore von Racknitz                        |                                                  |  |  |       |  |  |                                    |  |  |                                     |  |
| Erdmann II, principe di Promnitz-Pless      | Balthasar Erdmann, conte di Promnitz-Pless |                                              |                                                  |  |  |       |  |  |                                    |  |  |                                     |  |
|                                             |                                            | Emilie Agnes Reuß zu Schleiz                 | Heinrich I, conte di Reuss zu Schleiz            |  |  |       |  |  |                                    |  |  |                                     |  |
|                                             |                                            | Emilie Agnes Reuß zu Schleiz                 | Heinrich I, conte di Reuss zu Schleiz            |  |  |       |  |  |                                    |  |  |                                     |  |
|                                             |                                            | Emilie Agnes Reuß zu Schleiz                 | Esther zu Hardegg-Glatz-Machlande                |  |  |       |  |  |                                    |  |  |                                     |  |
| Emilie von Promnitz-Pless                   |                                            | Emilie Agnes Reuß zu Schleiz                 |                                                  |  |  |       |  |  |                                    |  |  |                                     |  |
|                                             |                                            | Johann Adolf I, duca di Sassonia-Weissenfels | August, duca di Sassonia-Weissenfels             |  |  |       |  |  |                                    |  |  |                                     |  |
|                                             |                                            | Johann Adolf I, duca di Sassonia-Weissenfels | August, duca di Sassonia-Weissenfels             |  |  |       |  |  |                                    |  |  |                                     |  |
|                                             |                                            | Johann Adolf I, duca di Sassonia-Weissenfels | Anna Maria zu Mecklenburg-Schwerin               |  |  |       |  |  |                                    |  |  |                                     |  |
| Anna Marie von Sachsen-Weissenfels          |                                            | Johann Adolf I, duca di Sassonia-Weissenfels |                                                  |  |  |       |  |  |                                    |  |  |                                     |  |
|                                             |                                            | Johanna Magdalena von Sachsen-Altenburg      | Friedrich Wilhelm II, duca di Sassonia-Altenburg |  |  |       |  |  |                                    |  |  |                                     |  |
|                                             |                                            | Johanna Magdalena von Sachsen-Altenburg      | Friedrich Wilhelm II, duca di Sassonia-Altenburg |  |  |       |  |  |                                    |  |  |                                     |  |
|                                             |                                            | Johanna Magdalena von Sachsen-Altenburg      | Magdalena Sibylla von Sachsen                    |  |  |       |  |  |                                    |  |  |                                     |  |
|                                             |                                            | Johanna Magdalena von Sachsen-Altenburg      |                                                  |  |  |       |  |  |                                    |  |  |                                     |  |